# León Ricaurte
León Ricaurte Miranda, (Mera, 1934 - Guayaquil, 2003) fue un pintor ecuatoriano miembro del movimiento informalista y del Grupo VAN (Vanguardia Artística Nacional).

## Inicios
León Ricaurte se inicia profesionalmente como pintor en julio de 1960, cuando presenta su primera exposición en el Centro Ecuatoriano Norteamericano de Guayaquil, después de haber asistido varios meses a un curso dictado por el maestro norteamericano León Wooten. Las obras que exhiben en esa muestra son las realizadas durante el curso: varias técnicas, varias temáticas, que no reflejan una línea definida de trabajo pero sí un afán de búsqueda y experimentación con una visión muy personal y una gran capacidad técnica.
Aunque su inclinación experimental en la búsqueda de nuevas derroteros y formas de expresión lo acompañarán a lo largo de toda su trayectoria artística, esta se expande hacia 1967 cuando integra el Grupo VAN junto con Gilberto Almeida, Hugo Cifuentes, Guillermo Muriel, Oswaldo Moreno, Luis Molinari, Enrique Tábara y Aníbal Villacís. Sus “objetos plásticos” de la época buscan la ruptura del plano pictórico hacia fura en una concepción espacial que incluso desborda los límites del “ancho y el alto” del cuadro tradicional. Varias obras de la época son precisamente objetos murales sin límites geométricos definidos. En general, la mayor parte de su obra se ha concretado en la línea objetista a través de ensambles y collages.

## Etapas pictóricas
- Tachismo (1959-1966), el inicio de su trayectoria artística está marcado por grandes manchas de grueso empaste y abundancia cromática con muy poca referencia figurativa. Paralelamente, explora el campo figurativo. Ciudad en la noche, 1960.

- Collages (1967-1968), Incursiona en el tratamiento de la materia y el objeto, a través de la ruptura de la superficie pictórica, del plano bidimensional y de los límites del cuadro. Representativas de esta época son Guitarras blancas, 1967; Tanque, 1967 y Astronauta, 1970. Además incorpora botones, latas, hebillas, alambres y toda clase de chatarra en la composición de la obra (Danzante, 1968). Sin olvidar las texturas, entra de lleno al collage con desechos industriales. Sol de barro, 1968 y Anatomía de un piano, 1968.

- Macro Dibujos (1969), serie con la que obtiene el Primer Premio del Salón de Julio en Guayaquil. La dama del ojo violeta, 1969 y Macrodibujo # 3, 1969.

- Serie Blanca (1973-1974), desarrollada en México, donde pinta cuadros de gran formato con gruesos empastes a los que integra formas barrocas del colonialismo americano.

- Bestiario y El Libro del Amor (1975-1981), serie de dibujos entre los que están El chivo expiatorio, 1976 y Los locos de la motocicleta, 1976. Incursiona además en el “cuadro-objeto”, en el que la ruptura con el plano pictórico es total. Alcanza su máxima expresión en Maqueta para un almuerzo, 1974; Habitante de condominio, 1976 y Mensaje a García, 1977.

- Soles (1980), en su estudio de Barcelona pinta una serie de soles como una respuesta a la fusión de la cultura solar aborigen con la cultura invasora, usando las técnicas del ensamblaje y acrílico: Sol para el minotauro, 1981; I love NY, 1981 y Trío de cuerdas, 1981.

- Estampas del Ecuador (1983), en la que publica 21 dibujos.

- Serie Onírica (1984), en la que simplifica el dibujo y muestra su concepción del universo de los sueños. Boceto para Luvina, 1984 y Manzana verde, 1985.

- Serie Anamórfica (1990), collages, ensamblajes, a través de una misma forma o detalle que se multiplica crea un universo articulado, simétrico y perfecto. El último condominio, 1994; Sueño de pescador, 1995.

- Serie de Oro (2000), basada en los retablos coloniales barrocos, trabajados sobre lienzo con la técnica tradicional en la que incluye relieves y pan de oro, queda inconclusa debido a su muerte.

## Principales reconocimientos
1965	 Tercer Premio Salón Bolivariano, Guayaquil
1969 	Primer Premio Salón de Julio, Guayaquil
1973	Premio Único Salón de Ambato
		Segundo Premio Salón de Octubre, Guayaquil
1975	Primer Premio Nacional de Dibujo, Salón de Quito
1977 	Primer Premio Adquisición Salón de Ambato
1982	Segundo Premio Salón de Diciembre, Castelldefels, Barcelona
1983 	Segundo Premio Salón de Julio, Guayaquil
2002 	Medalla Vicente Rocafuerte al Mérito Cultural, galardón que le entregó el Congreso Nacional en reconocimiento a su trabajo artístico